# Fofó Iosefa Fiti Sunia

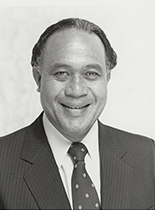
Fofó Iosefa Fiti Sunia (1985)

Fofó Iosefa Fiti Sunia (* 13. März 1937 in Pago Pago) ist ein Politiker der Demokratischen Partei der Vereinigten Staaten. Zwischen 1981 und 1988 war er der offizielle nicht stimmberechtigte Delegierte des US-amerikanischen Außengebietes Amerikanisch-Samoa im Repräsentantenhaus der Vereinigten Staaten.

## Werdegang
Fofó Sunia besuchte die öffentlichen Schulen seiner Heimat und studierte danach bis 1960 an der University of Hawaiʻi in Honolulu. Danach bekleidete er in seiner Heimat verschiedene Regierungs- und Verwaltungsämter. Von 1961 bis 1966 gehörte er als Übersetzer dem Stab des Gouverneurs an. Außerdem war er von 1962 bis 1970 Wahlbeauftragter in Amerikanisch-Samoa. Im Jahr 1964 gründete er die Zeitung Samoan News. Zwischen 1966 und 1972 war er auch Tourismusminister seiner Heimat. Politisch wurde er Mitglied der Demokratischen Partei. Von 1970 bis 1978 gehörte er dem Senat von Amerikanisch-Samoa an. Darüber hinaus war er zwischen 1965 und 1971 auch Präsident der American Samoan Development Corporation.
Bei den Kongresswahlen des Jahres 1980 wurde Sunia als erster offizieller Kongressdelegierter für Amerikanisch-Samoa in das US-Repräsentantenhaus in Washington, D.C. gewählt, wo er am 3. Januar 1981 sein neues Mandat antrat. Nach drei Wiederwahlen konnte er bis zu seinem Rücktritt am 6. September 1988 im Kongress verbleiben. Sein Rücktritt erfolgte, nachdem er wegen finanzieller Ungereimtheiten angeklagt worden war; Nachfolger wurde Eni Faleomavaega. Heute lebt er in seinem Geburtsort Pago Pago.